# Oncousoecia canadensis
Oncousoecia canadensis är en mossdjursart som beskrevs av Osburn 1933. Oncousoecia canadensis ingår i släktet Oncousoecia och familjen Oncousoeciidae. Inga underarter finns listade i Catalogue of Life.